# ليوناردو تالامونتي
ليوناردو خوسيه تالامونتي (بالإسبانية: Leonardo José Talamonti)‏ الشهير باسم ليوناردو تالامونتي (مواليد 12 نوفمبر 1981 في سانتا في - الأرجنتيني) لاعب كرة قدم أرجنتيني يلعب حاليا لصالح نادي الدرجة الأولى أتالانتا الإيطالي منذ 2006 في مركز قلب الدفاع.